# (4891) Blaga
(4891) Blaga es un asteroide perteneciente al cinturón de asteroides, descubierto el 4 de abril de 1984 por el equipo del Observatorio Astronómico Nacional de Rozhen desde el Observatorio Astronómico Nacional de Bulgaria, Smolyan, Bulgaria.

## Designación y nombre
Designado provisionalmente como 1984 GR. Fue nombrado Blaga en honor a la poetisa búlgara, novelista y traductora Blaga Dimitrova. Sus obras son profundamente filosóficas, revelan la psicología intrínseca de la humanidad moderna y la lucha por la moralidad.  Algunos de sus trabajos han sido traducidos a muchos idiomas.

## Características orbitales
Blaga está situado a una distancia media del Sol de 3,162 ua, pudiendo alejarse hasta 3,358 ua y acercarse hasta 2,967 ua. Su excentricidad es 0,061 y la inclinación orbital 2,304 grados. Emplea 2054 días en completar una órbita alrededor del Sol.

## Características físicas
La magnitud absoluta de Blaga es 12,3. Tiene 20,922 km de diámetro y su albedo se estima en 0,036.